# Klaus Gersten
Klaus Gersten (* 22. August 1929 in Glogau, Schlesien) ist ein deutscher Mathematiker, Ingenieur und Hochschullehrer mit Fachgebiet Strömungsmechanik.

## Leben
Gersten studierte 1949 bis 1953 Mathematik und Physik an der TH Braunschweig und wurde dort 1957 dort bei Hermann Schlichting zum Dr.-Ing. promoviert. Anschließend leitete er dort die Abteilung Theoretische Aerodynamik. Er war stellvertretender Direktor des Instituts für Aerodynamik der Deutschen Forschungsanstalt für Luftfahrt (DFL) in Braunschweig. Nach seiner Habilitation 1960 und einer Lehrtätigkeit als Privatdozent von 1960 bis 1964 an der TH Braunschweig wurde er 1964 als ordentlicher Professor für Strömungslehre an die Ruhr-Universität Bochum berufen, wo er der erste Professor der Fakultät für Maschinenbau der damals noch jungen Universität war. Er leitete dort bis zu seiner Emeritierung das Institut für Thermo- und Fluiddynamik.
Als Visiting Professor lehrte er 1969 in Indien, 1974 in Brasilien (Rio de Janeiro), 1975 Japan (Nagoya) und 1963/1964 sowie 1973 in den USA (Tucson) nach.
1992 wurde Gersten zum Dr.-Ing. E. h. der Universität Essen ernannt. Er ist korrespondierendes Mitglied der Österreichischen Akademie der Wissenschaften in Wien und der Braunschweigischen Wissenschaftlichen Gesellschaft. 2003 erhielt Klaus Gersten den Ludwig-Prandtl-Ring der Deutschen Gesellschaft für Luft- und Raumfahrt.

## Veröffentlichungen
- mit Hermann Schlichting: Grenzschicht-Theorie. 10., überarbeitete Auflage. Springer, Berlin 2006, ISBN 3-540-23004-1.
- Einführung in die Strömungsmechanik. 6., überarbeitete Auflage. Vieweg, Braunschweig 1991, ISBN 3-528-43344-2.